# Costantino Dardi
Costantino Nicolò Sebastiano Dardi (Cervignano del Friuli, 28 novembre 1936 – Tivoli, 24 novembre 1991) è stato un architetto italiano.

## Biografia
Nel 1955 si iscrive alla Facoltà di Architettura alla Università IUAV di Venezia, tra i suoi professori c'è Giuseppe Samonà che sarà nel 1962 il relatore della tesi di laurea. Appena laureato partecipa a vari concorsi, i più rilevanti sono quello del centro direzionale di Torino e dell'ospedale di Venezia. È assistente volontario alla cattedra di Composizione architettonica e collabora con Carlo Aymonino al corso di Caratteri distributivi degli edifici. Nel 1964, insieme a Samonà, fa parte della commissione del disastro del Vajont, a Longarone partecipa al concorso per la realizzazione della scuola elementare. Partecipa a numerosi concorsi, nel 1966 risale il concorso del Museo della Resistenza di Trieste, per un nuovo Palazzo per uffici della Camera dei Deputati (1966-67), per il padiglione italiano all'Esposizione universale di Osaka (1968). È attivo anche nel campo della didattica, dal 1969 è professore di Disegno dal vero.
Gli anni Settanta iniziano con il concorso per il padiglione italiano per l'Expo di Osaka del 1970, partecipa ai concorsi dell'Agip con la realizzazione delle stazioni Agip a Mestre e Verona tra il 1970 e il 1971. Nel 1971 è operativo in Calabria con diversi progetti, tra questi i progetti per il Liceo scientifico di Locri e per la ristrutturazione dell'Ospedale neuropsichiatrico di Reggio Calabria. Del 1972 sono i concorsi per l'Università di Cagliari, dell'Università delle Calabrie e dell'ampliamento del Cimitero di Modena e nel successivo anno è attivo in Tunisia. Nel 1974 diventa docente presso la Sapienza di Roma e tre anni dopo è professore straordinario di Composizione architettonica. Nel 1978 fu incaricato degli allestimenti per la Biennale di Venezia curata da Achille Bonito Oliva, allestendo mostre anche alla Triennale di Milano e a Roma.
Nel 1980 è confermato nuovamente come responsabile degli allestimenti alla Biennale di Venezia, dove Paolo Portoghesi gli affida l'allestimento della celebre Strada Novissima. Contemporaneamente è impegnato in altre esposizioni e si avvia il lento processo di ristrutturazione del Palazzo delle Esposizioni e il restauro dei Fori Imperiali. Nel 1983 partecipa al concorso per il parco Standiana a Ravenna e nel 1986 partecipa agli apparati scenografici del film Il ventre dell'architetto di Peter Greenaway. A Napoli progetta, con Carlo Carreras, due nuclei residenziali a Mianella e a Pianura, e a Parma con lo studio VR2 il piano particolareggiato della zona degli stabilimenti Eridania. Nel 1987 elabora il progetto per la ristrutturazione della Rocca Albornoziana a Spoleto, a Roma ristruttura la Galleria Nazionale d'Arte Moderna, il Palazzo Massimo alle Terme e i Musei capitolini. Gli ultimi progetti sono quelli di Bologna, alla Fiera del Levante di Bari e del Museo di Luxor.
Dardi muore, a quasi 55 anni, nel novembre del 1991 in seguito alle complicazioni dovute a un incidente stradale a Tivoli. Il suo comune natale gli ha dedicato il nome di una via.

### Vita privata
Alla fine degli anni Sessanta sposa la pittrice Elisa Montessori, vedova Tchou, dalla quale ebbe una figlia, Domitilla Dardi.

## Opere
Progetti principali
- 1962 Casa Fattor e Casa Vidali, Cervignano del Friuli (Udine)
- 1964 Scuola elementare di Longarone (Belluno)
- 1966-1968 Progetto di concorso per il Museo della Resistenza nella Risiera di San Sabba, Trieste (I e II grado)
- 1967 Progetto di concorso per uffici e servizi della Camera dei deputati a Roma
- 1968 Progetto di concorso per il padiglione italiano all'Esposizione universale di Osaka del 1970
- 1969-1971 Stazione di servizio Agip, Bazzera, Mestre
- 1971 Progetto di concorso per la sistemazione dell'Università di Firenze
- 1971 Progetto di concorso per il cimitero di Modena
- 1971 Liceo scientifico, Locri (RC)
- 1972 Due case unifamiliari, Palmi (RC)
- 1972-1973 Progetti di concorso per il piano urbanistico di sistemazione dell'Università degli Studi di Cagliari e della Calabria
- 1973 Allestimento per la X Quadriennale di Roma
- 1973-1974 Piani di zona di Halk-El-Menjel a Sousse, Ras Taguermess nell'isola di Djerba e Ogla – Lalla Mariem a Zarzis, Tunisia
- 1978-1982 Allestimenti per la Biennale di Venezia
- 1978-1990 Ristrutturazione del Palazzo delle Esposizioni, Roma
- 1981-1982 Sala di lettura della facoltà di Architettura, Roma
- 1984-1985 Ristrutturazione del piazzale di Porta San Paolo con restauro delle Mura Aureliane
- 1985 Piano paesistico della Gola della Rossa, Serra San Quirico (AN)
- 1985 Ristrutturazione margine urbano dell'area dei Fori imperiali, Roma
- 1985-1991 Restauro e ristrutturazione di Palazzo Massimo, Roma
- 1985-1987 Sette corti a Mianella, Napoli
- 1987-1991 Piazza, uffici circoscrizionali e abitazioni a corte, Pianura (Napoli)
- 1990 Ristrutturazione dell'ex Sala Borsa, Bologna
- 1990 Restauro e uso della Rocca Albornoziana di Spoleto
- 1991 Allestimento Museo di Luxor (Egitto)

## Archivio
Il fondo Costantino Dardi testimonia l'attività progettuale dell’architetto. L'archivio di Costantino Dardi fu custodito nello studio romano di via Gran Bretagna al Villaggio Olimpico fino al 1995 quando è stato trasferito in comodato all'Archivio Progetti dello IUAV di Venezia. Nel 2005 sono stati depositati altri materiali appartenenti all'archivio Dardi insieme a documenti prodotti dalla figlia Donata Tchou.